# The Dub Room Special
The Dub Room Special es una película producida por Frank Zappa para su lanzamiento directo al mercado de vídeo en octubre de 1982. El vídeo combina imágenes de una actuación en los estudios KCET (una televisión independiente local) en Los Ángeles el 27 de agosto de 1974, un concierto realizado en The Palladium, Nueva York, el 31 de octubre de 1981, escenas de animación con arcilla de Bruce Bickford, y varias entrevistas. El vídeo solamente estaba disponible por correo, y por lo tanto, no fue visto por muchos de los fanes de Zappa hasta que estuvo ampliamente disponible en DVD el 17 de octubre de 2005. La versión de DVD fue recortada ligeramente por Zappa para adaptarse a las limitaciones de espacio de los primeros laserdiscs . El material de 1974 fue originalmente concebido como un especial de televisión. En 2007 se lanzó una banda sonora con el mismo nombre.

## Listado de canciones
1. "Kim?"/The Dog Breath Variations/Uncle Meat
2. Room Service
3. Nig Biz
4. Approximate
5. Cosmik Debris
6. Cocaine Decisions
7. "The Massimo Bassoli Instant Italian Lesson"/Montana
8. "In Case You Didn't Know"/Tengo Na Minchia Tanta
9. Florentine Pogen
10. Stevie's Spanking
11. Stink-Foot
12. Flakes
13. Inca Roads
14. Easy Meat
15. "Huh-Huh-Huh"

Las secciones siguientes fueron eliminadas de la publicación original del vídeo:
- Zappa hablando sobre Compact Video (originalmente precedida por "Room Service").
- Entreacto después de Florentine Pogen, con Intertítulos y Zappa hablando sobre mala continuidad.

## Músicos

### Banda de 1974
- Frank Zappa - Guitarra, voces and percusión
- George Duke - Teclados y voces
- Ruth Underwood - Percusión
- Chester Thompson - Batería
- Tom Fowler - Bajo
- Napoleon Murphy Brock - Flauta, saxofón y voces

### Banda de octubre de 1981
- Frank Zappa - Lead guitar y voces
- Ray White - Guitarra y voces
- Steve Vai - Guitarra y voces
- Tommy Mars - Teclados y voces
- Bobby Martin - Teclados, saxofón y voces
- Ed Mann - Percusión y voces
- Scott Thunes - Bajo y voces
- Chad Wackerman - Batería